# يودي سميلان
يودي سميلان (بالإنجليزية: Eudy Simelane)‏ هي لاعبة كرة قدم في جنوب أفريقيا ولعبت لفريق كرة القدم النسائي في جنوب أفريقيا وناشطة في مجال حقوق المثليين. وُلدت في 11 مارس 1977. اغتُصبت وتم قتلها في مسقط رأسها كوا ثيما، الينابيع، غوتنغ في 28 أبريل 2008.

## كرة القدم
شاركت سميلان كلاعبة خط وسط لفريق سبرينغز هوم إف سي. والفريق الوطني لكرة القدم النسائية في جنوب أفريقيا. كما دربت أربعة فرق وكانت تدرس لتكون حكما رياضيا.

## وفاتها
تم العثور على جثة سميلان نصف عارية في تيار نهر في كوا ثيما. تم اختطافها، واغتصابها، وضربها، وطعن 25 مرة في الوجه والصدر والساقين. كانت واحدة من أوائل النساء اللواتي أعلن ميولهن الجنسية كمثلية في مدينتها كوا ثيما. . وندد تقرير صادر عن منظمة «أكشن إيد» غير الحكومية وأقرته لجنة حقوق الإنسان في جنوب أفريقيا بأن جريمة قتلها كانت جريمة كراهية ضدها بسبب ميولها الجنسية. ووفقاً لمنظمة أكشن إيد، فإن هذه الجريمة لن تعترف بها دولة جنوب أفريقيا ولا نظامها القانوني.
ووفقاً لمنظمة «تراينجل» المحلية لحقوق المثليين، فإن ممارسة «الاغتصاب التصحيحي» منتشرة في جنوب أفريقيا، حيث يقوم الرجال باغتصاب النساء بقصد معالجتهن وتصحيح ميولهن الجنسية.
بدأت محاكمة أربعة مهاجمين مشتبه بهم في 11 فبراير 2009 في دلماس، مبومالانجا. وأعترف أحد المهاجمين الأربعة المزعومين بأنه مذنب بالاغتصاب والقتل، وحُكم عليه بالسجن لمدة 32 سنة. في سبتمبر / أيلول 2009، أُدين آخر بتهمة القتل والاغتصاب والسطو، وحُكم عليه بالسجن لمدة تزيد على 35 سنة، لكن المتهمين الباقين تمت تبرئتهما.

## تكريمها
شيد جسر مصغرة في كواثيما بـخاوتينغ تكريما لها في عام 2009.